# Henrik Hansen (lluitador)
Henrik Hansen   (Melby, 26 de maig de 1920 - New London, 23 d'agost de 2010) va ser un lluitador danès, especialista en lluita grecoromana, que va competir durant la dècada de 1940.
El 1948 va prendre part en els Jocs Olímpics d'Estiu de Londres, on va guanyar la medalla de bronze en la competició del pes wèlter del programa de lluita grecoromana.